# Momhil Sar
El Momhil Sar és una muntanya de l'Hispar Muztagh, una serralada secundària del gran massís del Karakoram, al Pakistan. Amb els seus 7.414 metres és la 64a muntanya més alta de la Terra. Es troba a pocs més de 5 km al sud-est del Trivor.
Sols hi ha documentada una ascensió d'aquest cim, la que protagonitzaren els austríacs Hanns Schell, Rudolph Pischinger, Horst Schindelbacher, Leo Schlommer i Rudolf Widerhofer el juny de 1964.